# Platyrrhinus infuscus
Platyrrhinus infuscus is een zoogdier uit de familie van de bladneusvleermuizen van de Nieuwe Wereld (Phyllostomidae). De wetenschappelijke naam van de soort werd voor het eerst geldig gepubliceerd door Peters in 1880.

## Voorkomen
De soort komt voor van Colombia tot Peru, Bolivia en het noordwesten van Brazilië.